# اشوود (ویرجینیا)
اشوود (به انگلیسی: Ashwood) یک منطقهٔ مسکونی در ایالات متحده آمریکا است که در شهرستان بث، ویرجینیا واقع شده‌است. اشوود ۷۴۰٫۹۸ متر بالاتر از سطح دریا واقع شده‌است.